# Кретовка
Кре́товка (рос. Кретовка) — село у складі Курманаєвського району Оренбурзької області, Росія.

## Населення
Населення — 172 особи (2010; 187 у 2002).
Національний склад (станом на 2002 рік):
- росіяни — 96 %